# Pintura del Antiguo Egipto

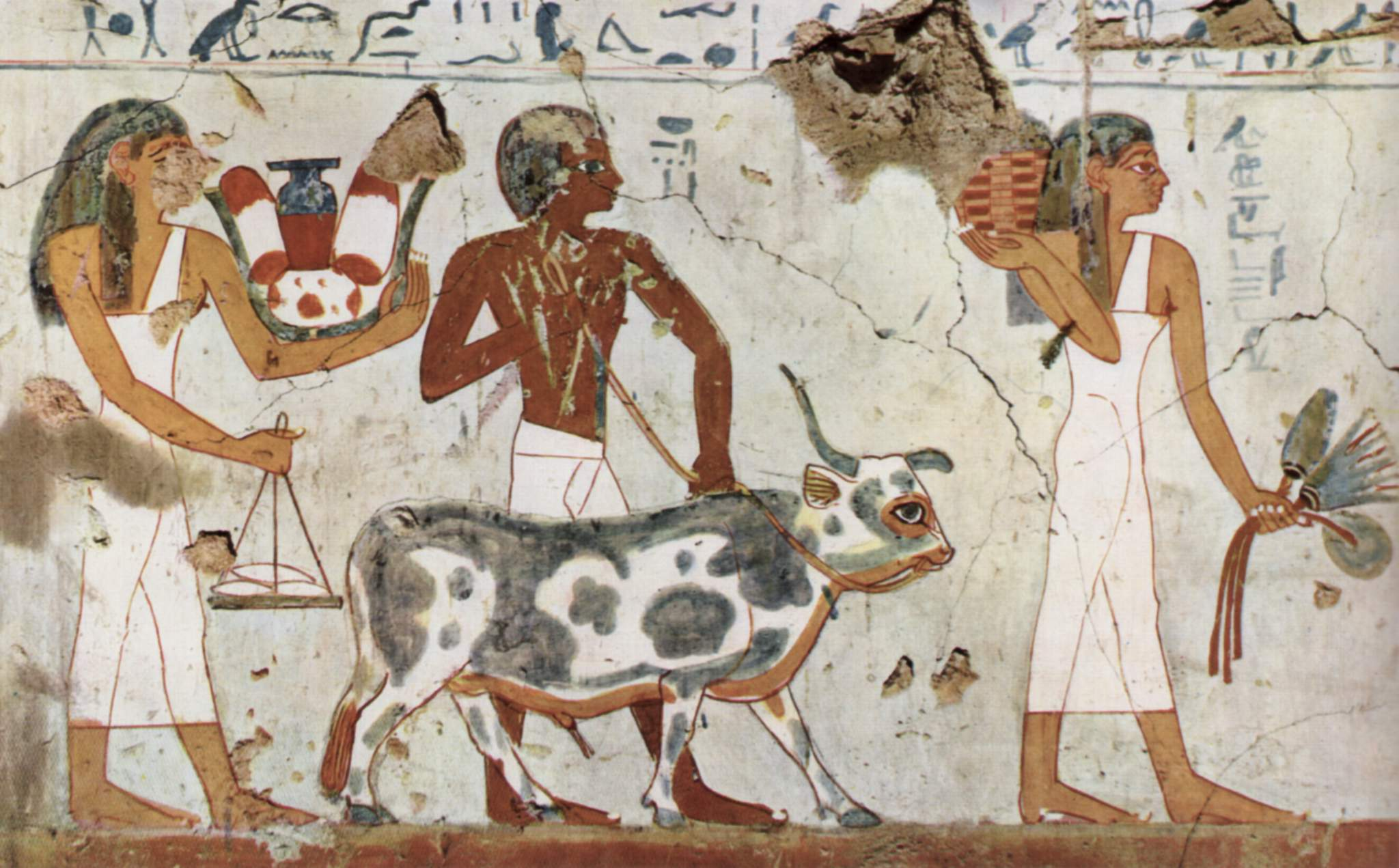
Pintura mural de cámara funeraria. Imperio Nuevo. Dinastía XVIII, hacia 1500≈1450 a. C.

La pintura del antiguo Egipto fue eminentemente simbólica, funeraria y religiosa. La técnica pictórica de los egipcios fue un precedente de la pintura al fresco o témpera, ya que hacían de los pigmentos naturales, extraídos de tierras de diferentes colores, una pasta de color, que mezclaban con barro y disolvían con agua para poder aplicarlo sobre los muros, revestidos con una capa de tendido "seco" de yeso.
A veces sus principales técnicas fueron el fresco, el temple, el encausto y a veces también el esmalte en joyas, amuletos, escarabeo, estatuillas de correspondientes y azulejo de revestimiento en muros interiores. Sus colores fueron vivos y variados en cada escena y las más antiguas pinturas parietales decorativas que se conocen fueron policromas, y de colorido uniforme. Los tintes base se obtenían: el negro, del carbón, el blanco, de la cal o de yeso, el amarillo y rojo-ladrillo, del ocre natural del desierto, el verde, de la malaquita y el azul, del lapislázuli.
La pintura se utilizaba para decorar las paredes de los templos y tumbas, así como para ilustrar papiros. Una técnica muy empleada fue la del fresco para conseguir los colores de los pigmentos que se tenían que diluir en agua antes de ser aplicados sobre una pared húmeda.
El arte egipcio es indudablemente la manifestación que más ha dominado en el hombre actual. La civilización egipcia no solo creó la arquitectura, pintura y escultura su belleza no tan solo es impresionante, sino que también es toda una cultura que ha hecho soñar a miles de personas como investigadores, literarios y las personas comunes donde se funde un sobresaliente misterioso e historia, el arte egipcio es un arte que se relaciona con el medio en él se desarrolla. Este se desarrolla en diferentes aspectos: método geográfico que determina una cultura cerrada que hace un arte impermeable a influencias exteriores a ellas que evolucionará poco a poco y cuando lo haga será bajo sus formas ya que su comunicación con el exterior es mínima, el arte egipcio esta subyugado por ello es muy parecido y monótono y tan homogéneo. Es un arte con estereotipo en el que se ha valorado más la originalidad, precisión del acabado, además de tener una gran característica simbólica y mágica

## La pintura en el Imperio Antiguo
Durante el Imperio Antiguo no es posible disociar el bajorrelieve de la pintura ya que comparten los mismos temas con idénticos propósitos: representar la vida cotidiana y la naturaleza para que ambas puedan ser recreadas en la otra vida en el Aaru.
En la Mastaba de Ti (dinastía V), han el hombre con una buardo, o la escena de un esclavo, cruzando un vado, que lleva sobre sus hombros un ternero, y como evidencia de realismo en la pintura de animales, el ternero vuelve su cabeza para llamar a su padre, que marcha detrás de él y de los demás.

## La pintura en el Imperio Medio
Las decoraciones o el cartonaje de sus ataúdes, narraban, por medio de jeroglíficos, diversas leyendas mitológicas e ideas tomadas del ritual funerario y contenían el retrato del difunto en la zona correspondiente de la cabeza. El ataúd, generalmente de madera, se elaboraba desde la dinastía XI (siglo XXI a. C.) en forma prismática y, posteriormente, antropoide a fin de colocar en él, más ajustada, la momia para la cual se hacía, llevando en su exterior decoraciones semejantes a las de ésta, aunque más profusas.

## La pintura en el Imperio Nuevo
Los asuntos de las pinturas murales decorativas de las cámaras funerarias durante el Imperio Nuevo consistían en relatos mitológicos del Libro de los Muertos y escenas de la vida cotidiana, sobre todo las que más hubieran de servir para manutención, entretenimiento y solaz del difunto en la otra vida, según la creencia de los egipcios. 
Con el nombre de Libro de los Muertos, o ritual funerario, se designan los rollos de papiro en que estaban escritas las fórmulas religiosas que les permitieran evitar los peligros de la Duat y alcanzar la inmortalidad. Desde la dinastía XX (unos doce siglos a. C.) se decoraban con dibujos o miniaturas las copias de este libro y era común acompañar a la momia recitando algún fragmento de estas. Los asuntos de tales miniaturas suele ser mitológicos y representaciones del juicio de Osiris, figurando el difunto y determinados dioses egipcios.
Los referidos usos egipcios y los variados pormenores de su escultura y pintura pueden estudiarse en las magníficas tumbas del Valle de los Reyes y los grandes museos de Europa y, sobre todo, en el Museo Egipcio de El Cairo, donde se exponen multitud de objetos.
Se encontraron diversas representaciones humorísticas y satíricas, de las que destacan las de Deir el Medina. Estas representaciones se dibujaban en ostraca, a excepción de algunas en papiro, como el papiro erótico de Turín. Las sátiras iban desde temas eróticos, casi grotescos a políticos, en los que se desafiaba al faraón. Los personajes suelen ser animales, sobre todo gatos, ratones y ocas.
El breve periodo amarniense significó una ruptura excepcional de los cánones de la plástica egipcia, especialmente en lo relativo al tratamiento del retrato.

## La pintura en el Egipto greco-romano
Durante la Dinastía Ptolemaica y en la dominación romana de Egipto hubo manifestaciones pictóricas que se aproximaron a las convenciones del arte helenístico y arte romano, como los retratos de El Fayum.

## Biografía
- * t, Christiane (1962). Pinturas egipcias en tumbas y templos. Barcelonabn =.